# 차코니아 방언
차코니아 방언(그리스어: Τσακωνική διάλεκτος)은 그리스의 펠로폰네소스 반도의 동부 지역(차코니아, Τσακωνιά)에서 쓰이는 현대 그리스어의 방언으로, 표준 그리스어가 아티카 그리스어에서 기원한 것과는 달리, 차코니아 방언은 도리아 그리스어에서 기원하였다. 흔히 그리스어의 방언으로 여겨지지만 구분하여 차코니아 그리스어 또는 차코니아어(그리스어: Τσακώνικα)라고도 부른다. 표준 그리스어의 화자와 차코니아 방언의 화자 간의 상호 이해도는 낮다. 오늘날 차코니아 방언은 심각한 소멸 위기 언어로, 대부분 노령인 수백에서 수천 명 가량의 유창한 구사자가 남아있는 정도이다.

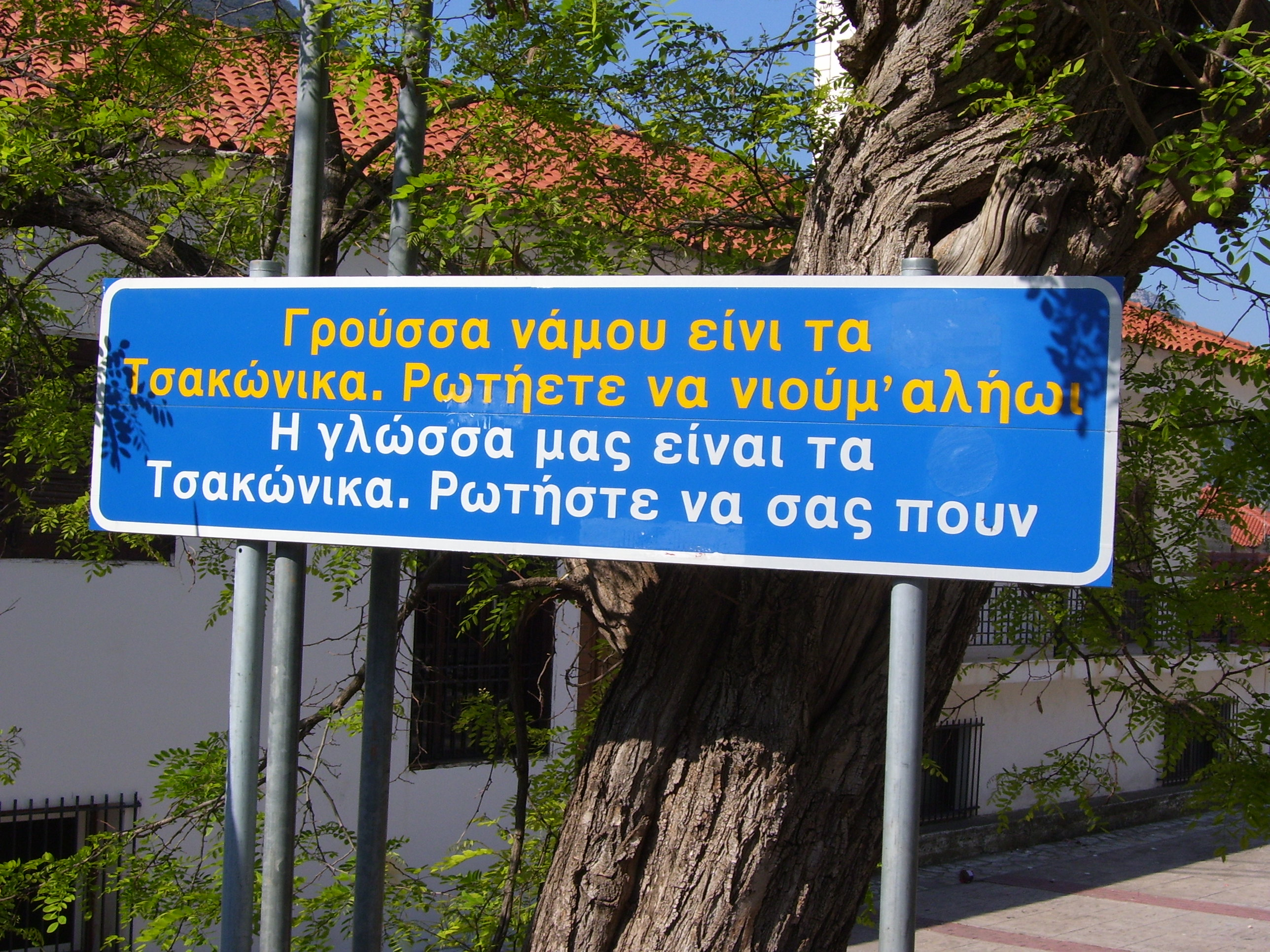
차코니아 방언과 표준 그리스어로 되어 있는 표지판으로, 위쪽의 노란색 글씨가 차코니아 방언이고, 아랫쪽의 하얀색 글씨가 표준 그리스어이다. 표지판에는 "우리의 언어는 차코니아어이다. 그들은 그대에게 말할 것이다."라고 쓰여있다.